# Verwaltungsgemeinschaft Hunderdorf
Die Verwaltungsgemeinschaft Hunderdorf liegt im niederbayerischen Landkreis Straubing-Bogen und wird von folgenden Gemeinden gebildet:
1. Hunderdorf, 3233 Einwohner, 22,20 km²
2. Neukirchen, 1777 Einwohner, 24,46 km²
3. Windberg, 1057 Einwohner, 7,97 km²

Sitz der 1978 gegründeten Verwaltungsgemeinschaft ist Hunderdorf.